# 塩山バイパス
塩山バイパス（えんざんバイパス）は山梨県甲州市内を通る国道411号のバイパスである。
旧国道411号は、中央本線の塩山駅前と甲州市塩山市街地を通過しており、周囲に保育所、小・中学校、市役所等の公共施設が多いにもかかわらず、道路幅員が5-6mと狭小な2車線道路で大型車のすれ違いが出来ない区間が存在し、歩道と車道の区別のない区間もあるため、歩行者の安全が脅かされている状態であった。
塩山バイパスは市街地の東側を迂回する全長4.1kmのバイパス道路であり、自動車交通が地域内交通と通過交通とに分散されることで現道の交通渋滞の緩和と安全かつ円滑な交通の確保を目的としている。
旧道区間は、山梨県道38号塩山勝沼線の一部、山梨県道34号白井甲州線の一部および甲州市道に降格している。

## 概要
- 起点：山梨県甲州市塩山千野
- 終点：山梨県甲州市塩山西広門田
- 総距離：4.1km
- 道路規格：第3種第2級
- 道路幅員：14m - 16m
- 車線数：全線2車線

## 沿革
- 1987年度：事業着手
- 1998年：起点-甲州市塩山赤尾（山梨県道38号塩山勝沼線交点）間1.5kmが開通
- 2006年6月30日：国土交通省より事業認定される
- 2008年3月26日：甲州市塩山赤尾-終点間2.6kmが開通、全線供用開始

## 交差する主な道路
- 山梨県道201号塩山停車場大菩薩嶺線
- 山梨県道38号塩山勝沼線
- 山梨県道34号白井甲州線

## 関連事項
- 国道411号
- 甲州市
- 塩山市
- 日本のバイパス道路一覧
- 中部地方の道路一覧